# شیر موسباخ
شیر موسباخ (نام علمی: Panthera leo fossilis) با نام دیگر شیر غارنشین اروپایی دوره میانی پلیستوسن گربه‌سانی منقرض شده از دوره پلیستوسن است. این جانور به عنوان یکی از نخستین زیرگونه‌های اولیه از شیر و همچنین بزرگترین زیرگونه شیر در طول تاریخ شناخته شده که حدود ۶۰۰٫۰۰۰ سال پیش می‌زیسته‌است.

## ویژگی‌ها
شیر موسباخ بزرگ‌ترین زیرگونه شناخته شده از شیر و  بزرگ‌ترین گربه سان جهان در طول تاريخ بوده است. با طول بدنی برابر با ۲٫۴ متر (بدون در نظر گرفتن دم) که نزدیک به ۰٫۵ متر بیشتر از طول شیرهای امروزین در آفریقا و اوراسیا است، و وزنی بین ۳۰۰ تا ۴۰۰ کیلوگرم و در برخی موارد هم ۴۵۰ کیلوگرم و حتی ۵۰۰ کیلوگرم و هم اندازه ببر وانسین و حدود ۵۰٪ بزرگتر از شیرهای امروزی در اوراسیا و آفریقا و حدود ۲۵٪ بزرگتر از شیر آمریکایی و شیر غارنشین اوراسیایی در دوره پلیستوسن و ببر سیبری و ببر خرزی در دوران معاصر بوده است. 

## کشف
تعداد زیادی تکه‌های استخوان این گربه‌سان نخستین بار در روستای کوچک موسباخ در آلمان، که امروزه جزئی از شهرک ویسبادن است، پیدا شدند. بعدها جمجمه‌ای کامل در موئر در هایدلبرگ پیدا شد. در همان لایه‌های خاک که این جمجمه یافت شد، استخوان فک پایینی انسان‌نمای آغازین از جنس انسان راست‌قامت مربوط به ۵۵۰٫۰۰۰ سال پیش پیدا شد که به نام انسان هایدلبرگی معروف است.
شیر غارنشین (نام علمی: Panthera leo spelaea) بعدها از این جانور نشات گرفت و قدیمی‌ترین نشانه‌های آن به ۳۰۰٫۰۰۰ سال پیش بازمی‌گردد.